# Уосатч
Уо́сатч (англ. Wasatch Range) — горный хребет на западе США; является частью Скалистых гор. Простирается приблизительно на 260 км от границы штатов Юта и Айдахо на юг, до центральной части Юты. Представляет собой западную границу Скалистых гор и восточную границу региона, известного как Большой Бассейн. Северным продолжением хребта Уосатч является хребет Бэр-Ривер, которые простираются далее, на территорию штата Айдахо. Высочайшей точкой хребта является гора Нибо, возвышающаяся на южной его оконечности над городом Нифай и высотой 3636 м над уровнем моря. Второй по высоте является гора Тимпаногос, высотой 3582 м и возвышающаяся над большей частью юга округа Солт-Лейк и севера округа Юта. Не достигая даже высоты 3700 м, хребет Уосатч значительно ниже Скалистых гор на территории соседнего Колорадо и даже ниже гор Юинта, которые представляют собой большую часть Скалистых гор в Юте.
Западная сторона хребта резко понижается к долинам Уосатч-Фронт, тогда как восточная сторона понижается более плавно. Уосатч значительно расширяется к востоку от города Огден, формируя высокогорную долину Огден. Около 85 % населения штата Юта проживает на расстоянии менее 24 км от хребта Уосатч, преимущественно в долинах к западу от хребта, известных как Уосатч-Фронт. Между хребтом и Большим Солёным озером располагается город Солт-Лейк-Сити. В районе хребта имеется множество горнолыжных курортов, среди которых такие всемирно известные как Алта, Брайтон, Солитьюд и Сноуберд.